# Comuna Ciorna, Starokosteantîniv
Ciorna (în ucraineană Чорна) este o comună în raionul Starokosteantîniv, regiunea Hmelnîțkîi, Ucraina, formată din satele Ciorna (reședința), Leninske și Șevcenka.

## Demografie
Componența lingvistică a comunei Ciorna
     Ucraineană (97,75%)
     Rusă (2,25%)
Conform recensământului din 2001, majoritatea populației comunei Ciorna era vorbitoare de ucraineană (97,75%), existând în minoritate și vorbitori de rusă (2,25%).